# Chip Lubsen
Walter Harry Lubsen Jr. dit Chip Lubsen, né le 13 juillet 1955 à Alexandria, est un rameur d'aviron américain.

## Carrière
Chip Lubsen accède à sa première finale internationale lors des Championnats du monde junior de 1972 ; il termine cinquième de deux de couple avec Fred Borchelt. 
Onzième en huit aux Jeux olympiques de 1976 de Montréal, il fait partie de l'équipe de huit américaine terminant deuxième des Jeux olympiques de 1984 se tenant à Los Angeles. En 2007, la délégation olympique américaine ayant boycotté les Jeux olympiques d'été de 1980 de Moscou après l'invasion soviétique en Afghanistan, dont fait partie Borchelt, se voit remettre la médaille d'or du Congrès,.